# Júlio César (político)
Júlio César (Itajaí, 18 de agosto de 1930 — Florianópolis, 6 de maio de 2013) foi um advogado e político brasileiro.

## Vida
Filho de Aníbal César e de Cândida dos Santos César, bacharelou-se em direito, em 1967.

## Carreira
Foi prefeito municipal de Itajaí (1969 — 1973).
Foi deputado à Assembleia Legislativa de Santa Catarina na 8ª legislatura (1975 — 1979), na 9ª legislatura (1979 — 1983), eleito pela Aliança Renovadora Nacional (ARENA), e na 10ª legislatura (1983 — 1987), eleito pelo Partido Democrático Social (PDS). Foi presidente da Assembléia Legislativa, em 1983 e 1984.